# Piding
Piding ist eine Gemeinde im oberbayerischen Landkreis Berchtesgadener Land mit etwas über 5000 Einwohnern. Piding, außer dem Gemeindeteil Kleinhögl, ist ein staatlich anerkannter Luftkurort. Die Gemeinde grenzt nördlich an Bad Reichenhall an.

## Geografie

### Geografische Lage
Piding liegt in der Mitte des Landkreises Berchtesgadener Land und ist gleichzeitig die südlichste Gemeinde im Rupertiwinkel, welcher an die 500 Jahre zum Erzstift Salzburg gehörte.
Das Gemeindegebiet stellt eine naturräumliche Einheit dar: Im Süden wird das Gebiet von Hochstaufen (1771 m) und Fuderheuberg (1350 m) begrenzt, im Osten von der Saalach und im Nordwesten vom 827 m hohen Högl. Im Nordosten bildet die Saalach die Grenze zum Land Salzburg.
Bei Piding mündet nördlich der Autobahn die Stoißer Ache in die Saalach.

### Gemeindeteile und Nachbargemeinden
Die Gemeindeteile sind das Pfarrdorf Piding, das Kirchdorf Mauthausen, die Dörfer Kleinhögl, Pidingerau, Staufenbrücke und Urwies sowie der Weiler Bichlbruck.
Nachbargemeinden sind die Stadt Bad Reichenhall, die Gemeinden Ainring, Anger, Inzell (Lkr. Traunstein) und Wals-Siezenheim (auf österreichischer Seite).

## Geschichte

### Urgeschichte
Von den Jäger-und-Sammler-Kulturen des Gebietes wurden bisher innerhalb der Ortsgrenzen keinerlei Spuren entdeckt. Die Neolithisierung, also die Zuwanderung bäuerlicher Bevölkerung aus dem Nahen Osten und vom Balkan, setzte in Mitteleuropa Mitte des 6. Jahrtausends v. Chr. ein. Die Ausbreitung der zugehörigen Linearbandkeramischen Kultur erfolgte in relativ kurzer Zeit, vielleicht einem Jahrhundert, bis zum Rhein. Zunächst entstanden Pioniersiedlungen um 5500 v. Chr., etwa in Pfettrach, Schwanfeld, Straubing-Lerchenhaid oder Stephansposching – letztere waren mit einem Wall umgeben und sehr langlebig, während kleinere Siedlungen, vielleicht von ihnen abhängig, eher kurzlebig waren. Es bestand ein weitläufiger Fernhandel über die Donau bis ans Mittelmeer, etwa mit Spondylusschalen.
Etwa 1960 fanden sich ca. 250 m vom Anwesen Schwaig entfernt im Bereich des zum Nesselbachgraben abfallenden Nordosthanges vier Kupferbarren aus der frühen Bronzezeit. Höchstens 20 m von der Fundstelle entfernt wurde 1997 ein Randleistenbeil entdeckt. Dieser Befund ist Teil einer Häufung von 31 Kupferdepots in Oberbayern, die in Zusammenhang mit der Ausbeutung der ostalpinen Kupferlagerstätten steht. Ebenfalls 1997 konnte ein Kupferringbarrendepot geborgen werden, das aus 60 Barren bestand. Teilweise ist eine Umwicklung von Rindenbast erhalten.

### Kelten und Römer

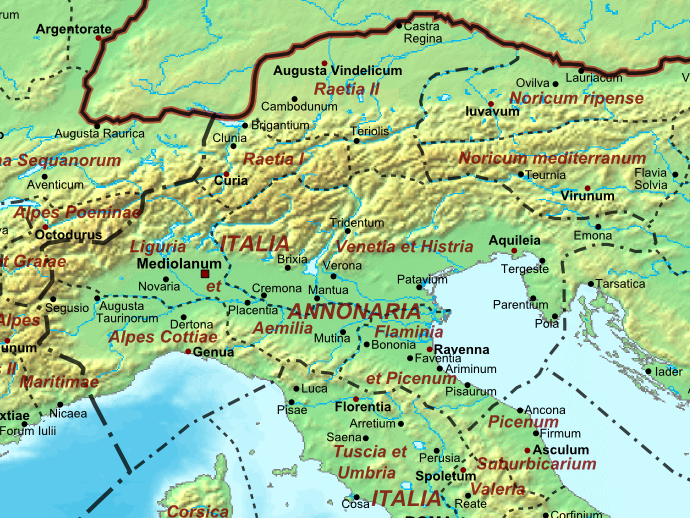
Römische Provinzen zwischen Oberitalien und oberer Donau sowie Oberrhein, um 400

In keltischer Zeit war in der Gegend der Stamm der Alauni ansässig, die den Norikern angehörten. Sie unterhielten Handelskontakte Richtung Mittelmeerraum, der etwa ab 150 v. Chr. mit eigenen Münzen (Obolen) betrieben wurde, wie ein entsprechender Fund am Mallnitzer Tauern erwies.
Die römischen Siedlungsspuren an der Sale bei Piding waren schon im frühen 19. Jahrhundert bekannt. Das Gebiet gehörte von etwa 15 n. Chr. bis 488 zum Römischen Reich und lag in der Provinz Noricum Ripense im Bezirk der Stadt Iuvavum (Salzburg). Dadurch wurde der Raum um Piding erstmals in ein gewaltiges Wirtschaftsgebiet eingebunden. Zu den transalpinen Wegen kam die sogenannte Via Julia als ökonomische (und militärische) Hauptverbindungsstraße Richtung Gallien im Westen und Richtung Konstantinopel hinzu. Mit der Erhebung von Iuvavum, dem heutigen Salzburg, zum municipium Claudium Iuvavum, wurde es die erste städtische Siedlung mit dem Recht zur Selbstverwaltung nördlich der Alpen. Sein Gebiet umfasste im Westen den Chiemgau, den Rupertiwinkel und das Inngebiet. Die Zerstörung durch Markomannen im Jahr 171 führte zu einem demographischen Niedergang, den auch Diokletian nur bedingt ausgleichen konnte. 488 wurde ein Großteil der romanischen Bevölkerung aus Noricum ripense auf Befehl Odoakers evakuiert. Als das Heimatmuseum Reichenhall 1854 erstmals gegründet und seine Bestände durch Artefakte aus dem Eigentum der Bevölkerung aufgestockt werden sollten, kam auch ein „zweigriffiges, fünf Schuh langes Römerschwert“ und ein „durch Form und Composition eigenthümliches römisches Werkzeug“ zu Tage.

### Langobarden, Bajuwaren, Christianisierung, Ersterwähnung
Um 540 siedelten Langobarden bei Waging am See im Rupertiwinkel. Ab dem 6. Jahrhundert war das Gebiet, und damit Piding, Teil des Salzburggaus im Stammesherzogtum Baiern, wofür 1965 in Mauthausen entdeckte bajuwarische Reihengräber Zeugnis ablegen.

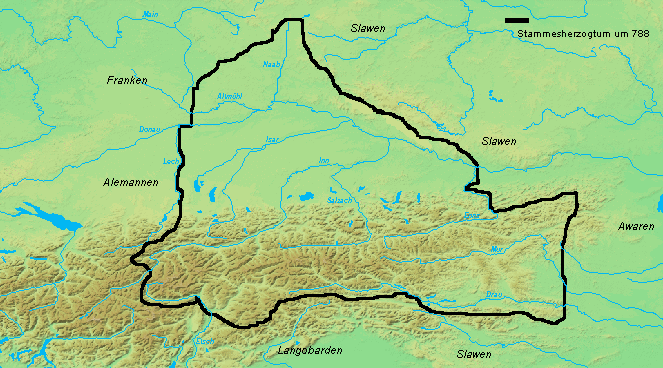
Ungefähre Grenzen des bairischen Stammesherzogtum um 788

Ende des 7. Jahrhunderts begann die Missionierung im Herzogtum Bayern, und Herzog Theodo (vermutlich Theodo II. (* vor 665; † 15. Oktober um 717)) übergab um 700 (wahrscheinlich schon 696) u. a. das Dorf als Schenkung an den Bischof Rupert von Salzburg (um 650–718), vermutlich auch, damit er über den Salzhandel zu Wasser und zu Lande verfügen konnte. Diese Übergabe ist in der Notitia Arnonis festgehalten. Darin wird Piding erstmals erwähnt. Zugleich wird Piding darin als erster Ort im Gebiet des heutigen Rupertiwinkels ausgewiesen, in dem das Salzburger Bistum Güter besaß.
Der Ortsname lautete um 700 Pidinga, 790 Pidingen und ab 1294 Piding. Der bairische Zugehörigkeitssuffix -ing deutet auf eine Entstehung zur Landnahmezeit der Baiern hin. Aus dem Ortsnamen lässt sich der Personenname Pido erschließen, so dass sich vermutlich ein Anführer dieses Namens dort niedergelassen hatte. Somit bedeutet der Ortsname in etwa „bei den Leuten des Pido“.
735 erfolgten Schenkungen des Bayernherzogs Theodo an den Bischof von Salzburg. Dies gilt als Gründungsjahr für den Ort.

### Rechtsverhältnisse, Übergewicht des Erzstifts Salzburg

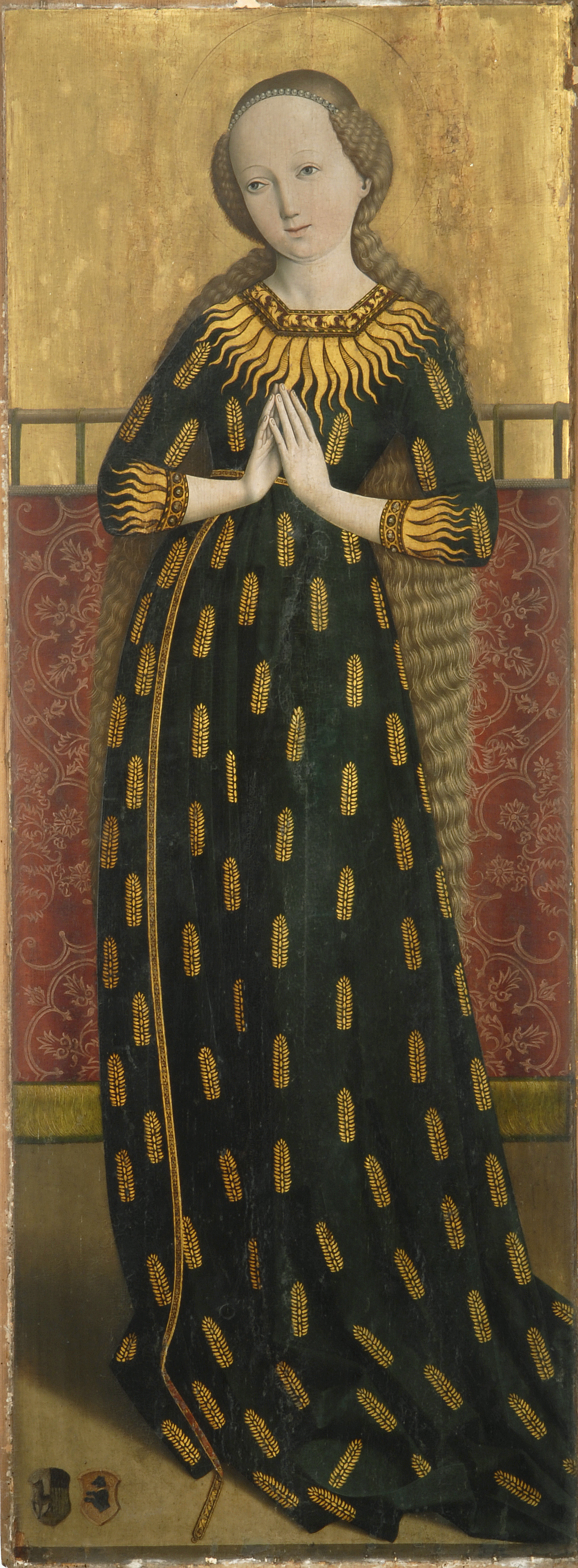
Maria im Ährenkleid, um 1490, 1857 in Piding durch das Bayerische Nationalmuseum erworben

Nach dem Aussterben der Grafen von Plain um 1260 fiel die Grafschaft im oberen Salzburggau, zu der auch Piding gehörte, an den Erzbischof von Salzburg, dessen Grenzen seines Besitzes der Bayernherzog 1275 weitgehend anerkannte.
Das bayerische Salbuch von etwa 1280 verzeichnet drei Höfe zu „Pidinge“ mit Gefällen zum herzoglichen Amt Neuburg, genauer gesagt zur Martini-Kapelle. Zwei der dortigen Güter erhielt Kloster Niederschönenfeld von Ludwig dem Bayern und seinem Sohn Herzog Stephan am 21. März 1344. Bei der Teilung von 1310 wurde Piding dem Ingolstädter Teil zugesprochen. Piding scheint zur Seelsorge bereits dem benachbarten Ortelfing übergeben worden zu sein. Aufgehoben wurde diese Bindung erst 1683.

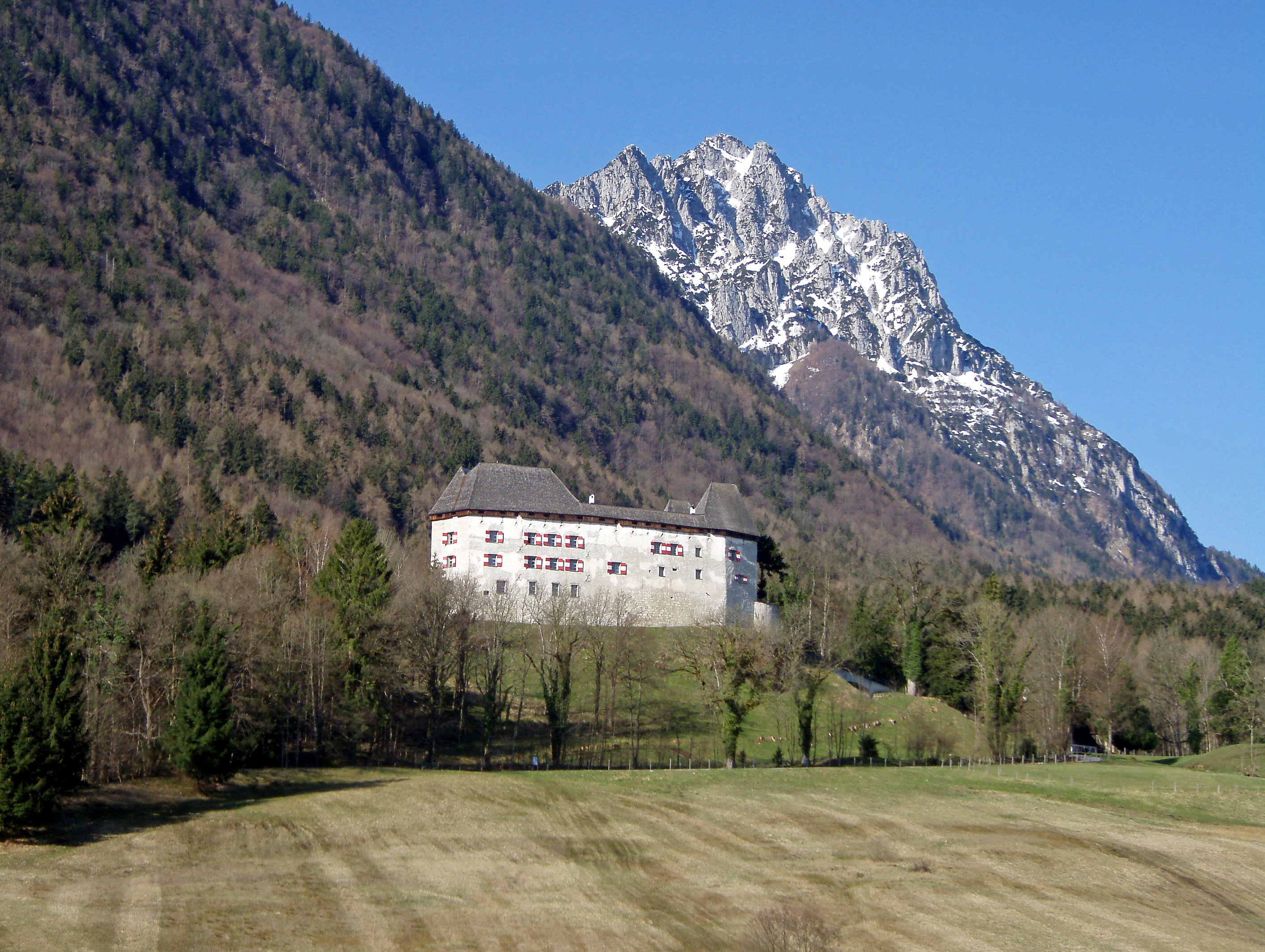
Burg Staufeneck

1305/1306 erwarb der Salzburger Erzbischof die Burg Schloss Staufeneck, die vom Ministerialengeschlecht der Staufenecker im 12./13. Jahrhundert am Fuß des Hochstaufen erbaut worden war. Sie wurde später zum Sitz eines Pfleggerichts. Unter dessen Nachfolger Friedrich III. von Leibnitz († 30. März 1338) wurde das Gebiet ab 1328 Teil des nunmehr von Bayern losgelösten und innerhalb des Reiches samt eigener Landesordnung weitgehend eigenständigen Erzstifts Salzburg.
Bis Anfang des 20. Jahrhunderts war der rötlich-graue, plattige bis dickbankige Högler Sandstein, der am namensgebenden Berg abgebaut wurde, und der partiell auf dem Gemeindegebiet von Piding liegt, ein wesentlicher Wirtschaftszweig. Der Sandstein wurde zu Tür- und Fensterrahmungen verarbeitet, diente aber auch als Schleifstein. Insbesondere für die Residenzstadt Salzburg lieferte damit Piding erhebliche Mengen an Baumaterial, im 18. und 19. Jahrhundert prägte er den Rupertiwinkel auch im profanen Bauwesen.

### Reformation und Gegenreformation, Säkularisation, Übergang an Bayern (1810)
Während der Reformation wurden die Widdumgüter beider Parteien eingezogen und auf der Basis eines Erbpachtsystems wieder ausgegeben. Durch die Neuburger dissolutio massae erlangte der Pfarrer die Ansprüche auf sämtliche Zehnteinnahmen von Ortelfing und Piding zurück. Dabei blieb das Gut auf Ortelfing in Laienhänden und reichte die Gilt an den Pfarrer weiter. Hingegen wurde das Gut auf Piding 1685 vollständig zur Pfarrei zurückgekauft.
Im Zuge der von Napoleon durchgesetzten Säkularisation und insbesondere mit der Auflösung der geistlichen Herrschaftsgebiete dankte der letzte Erzbischof von Salzburg 1803 ab. Die Säkularisation in Bayern brachte Piding 1810 genauso wie das übrige, seither als „Rupertiwinkel“ bezeichnete Gebiet, an das Königreich Bayern, während das übrige Salzburger Land an Österreich kam. Piding gehörte bis 1818 zum Landgericht Teisendorf und wurde anschließend dem Landgericht Reichenhall zugeordnet, das ab 1862 in das Bezirksamt Berchtesgaden und ab 1939 in den Landkreis Berchtesgaden überging.

### Zweiter Weltkrieg und Nachkriegszeit
Nach Ende des Zweiten Weltkriegs wurden im Durchgangslager Piding über 2 Millionen Flüchtlinge und Heimatvertriebene aus ost- und südosteuropäischen Ländern registriert und über die ganze Bundesrepublik verteilt. Viele fanden in Piding ihre zweite Heimat, wodurch die Einwohnerzahl von 1140 (1939) auf 2826 (1946) anstieg. Es gab zwei Lager: Von September 1945 bis 1. Juli 1962 bestand das Lager Piding, das ab 1. Mai 1948 Grenzdurchgangslager Piding genannt wurde. Direkt daneben das Wohnlager, welches überwiegend mit Sudetendeutschen belegt war und aus dem sich die Industriesiedlung Piding und die heutige Wohnsiedlung entwickelt haben. Das Durchgangslager war 1956 im Zuge des Ungarnaufstands nochmals im Blickpunkt der Öffentlichkeit als es über 5000 Flüchtlinge aus Ungarn aufnahm. Der Ortsteil wird noch heute im Volksmund „Lager“ genannt.
War Piding früher nahezu ausschließlich durch die Landwirtschaft geprägt, ging deren Bedeutung ab Mitte des 20. Jahrhunderts stark zurück. Bedeutendster Betrieb der Industriesiedlung in Piding war die Firma Hans Schowanek, welche bis (vermutlich zum Tod des Firmeneigners) 1964 in Piding Holzwaren herstellte (u. a. von 1953 bis 1958 Produktions- und Vertriebslizenz für das Buchstabenlegespiel Scrabble) und weltweit exportierte (1955: ca. 400 Beschäftigte).

### Seit der Gebietsreform
Bis zum 30. Juni 1972 gehörte Piding zum Landkreis Berchtesgaden, der im Zuge der bayerischen Gebietsreform am 1. Juli 1972 zusammen mit dem südlichen Teil des Landkreises Laufen sowie der kreisfreien Stadt Bad Reichenhall zum neuen Landkreis Bad Reichenhall zusammengeschlossen wurde. Am 1. Mai 1973 erhielt der Kreis seine heutige Bezeichnung Landkreis Berchtesgadener Land.
1978 wurden der bis dahin zur Gemeinde Ainring gehörende Gemeindeteil Bichlbruck und der zur aufgelösten Gemeinde Högl gehörende Gemeindeteil Kleinhögl nach Piding um- bzw. eingemeindet.
1997 wurde zum Zweck kultureller und ökonomischer Kooperation die EuRegio Salzburg – Berchtesgadener Land – Traunstein gegründet, der auch Piding angehört.

### Einwohnerentwicklung
Zwischen 1988 und 2018 wuchs die Gemeinde von 4270 auf 5419 um 1149 Einwohner bzw. um 26,9 %.
| Einwohnerentwicklung in Piding                                    | Einwohnerentwicklung in Piding                                    | Einwohnerentwicklung in Piding                                    | Einwohnerentwicklung in Piding                                    | Einwohnerentwicklung in Piding                                    |
| von 1840 bis 2015 auf den Gebietsstand 1. Januar 1994 umgerechnet | von 1840 bis 2015 auf den Gebietsstand 1. Januar 1994 umgerechnet | von 1840 bis 2015 auf den Gebietsstand 1. Januar 1994 umgerechnet | von 1840 bis 2015 auf den Gebietsstand 1. Januar 1994 umgerechnet | von 1840 bis 2015 auf den Gebietsstand 1. Januar 1994 umgerechnet |
| Jahr                                                              | Einwohner                                                         |                                                                   | Jahr                                                              | Einwohner                                                         |
| ----------------------------------------------------------------- | ----------------------------------------------------------------- | ----------------------------------------------------------------- | ----------------------------------------------------------------- | ----------------------------------------------------------------- |
| 1840 *                                                            | 586                                                               |                                                                   | 1970 *                                                            | 3283                                                              |
| 1871 *                                                            | 578                                                               |                                                                   | 1987 *                                                            | 4213                                                              |
| 1900 *                                                            | 822                                                               |                                                                   | 1991 *                                                            | 4517                                                              |
| 1925 *                                                            | 930                                                               |                                                                   | 1995 *                                                            | 4917                                                              |
| 1939 *                                                            | 1181                                                              |                                                                   | 2005 *                                                            | 5363                                                              |
| 1950 *                                                            | 2560                                                              |                                                                   | 2010 *                                                            | 5244                                                              |
| 1961 *                                                            | 2977                                                              |                                                                   | 2015 *                                                            | 5384                                                              |
| * Zahlen: Bayer. Landesamt f. Statistik u. Datenverarbeitung      |                                                                   |                                                                   |                                                                   |                                                                   |

## Religion
Laut den Zahlen der Volkszählung am 9. Mai 2011 gehörten in der Gemeinde Piding 63,3 Prozent der Gemeindebevölkerung der römisch-katholischen Kirche (Pfarrei Maria Geburt) und 12,7 Prozent der evangelisch-lutherischen Kirche (Evangelische Kirchengemeinde Bad Reichenhall) an. Zu den restlichen 24 Prozent der Gemeindebevölkerung gibt es zur (Nicht-)Zugehörigkeit einer Religionsgemeinschaft keine Angaben.

## Politik

### Gemeinderat
Seit der Gemeinderatswahl am 15. März 2020 setzt sich der Gemeinderat folgendermaßen zusammen:
| Partei/Liste                          | 2020   | 2020   | 2014   | 2014   |
| Partei/Liste                          | %      | Sitze  | %      | Sitze  |
| ------------------------------------- | ------ | ------ | ------ | ------ |
| CSU                                   | 36,7   | 7      | 29,0   | 3      |
| Freie Wählergemeinschaft Piding e. V. | 36,5   | 7      | 32,4   | 4      |
| GRÜNE                                 | 17,5   | 4      | 9,4    | 1      |
| SPD                                   | 9,4    | 2      | 7,5    | 1      |
| Gesamt                                | 100    | 12     | 100    | 12     |
| Wahlbeteiligung                       | 61,2 % | 61,2 % | 58,0 % | 58,0 % |

Gegenüber 2014 verlor die CSU zwei Sitze; je einer ging an FWG und GRÜNE.

### Bürgermeister
Erster Bürgermeister der Gemeinde Piding ist seit dem 1. Mai 2008 Hannes Holzner (CSU), der am 16. März 2014 wiedergewählt wurde. Am 15. März 2020 wurde er mit 57,1 % der Stimmen für eine weitere sechsjährige Amtszeit wiedergewählt; den Wahlvorschlag hatte die Wählergruppe Hannes Holzner eingereicht.

### Wappen
| Wappen von Piding | Blasonierung: „Geteilt von Rot und Gold; oben zwei schräggekreuzte silberne Schlüssel, unten ein rot bezungter schwarzer Löwenkopf.“ |
| Wappen von Piding | Wappenbegründung: Die gekreuzten Schlüssel, Attribut des Klosterpatrons heiligen Petrus, sind aus dem Wappen des Klosters Höglwörth als früherer Grundherrschaft im Gemeindegebiet übernommen worden. Der Löwenkopf entstammt dem Wappen des Erzstifts Salzburg dem Piding als Teil des salzburgischen Pfleggerichts Staufeneck bis zur Eingliederung nach Bayern 1810 angehörte. Das ehemalige Pfleggerichtsschloss Staufeneck, einst wichtige Grenzfeste für die Erzbischöfe von Salzburg, befindet sich auf Gemeindegebiet. |

## Kultur und Sehenswürdigkeiten

### Theater
- Pidinger Theater (Bauerntheater mit jährlich wechselndem Bühnenstück)

### Bauwerke

#### Profangebäude
- Mauthaus in Mauthausen. Ersterwähnung 908. Ab 1275 Zollstelle an der Grenze Zwischen Bayern und Salzburg an der Salzstraße Reichenhall-Traunstein. Bei der Standortwahl für die Burg Staufeneck dürfte die unmittelbare Nähe zum  bereits bestehenden Mauthaus ausschlaggebend gewesen sein. 1440 wurde es an Bayern verkauft. Mit dem Übergang des Rupertiwinkels an Bayern war es funktionslos geworden.
- Schloss Staufeneck (auch: Stauffenegg, Staufenägg u. Ä.), eine am Fuße des Hochstaufen gelegene Festung. 1503–13 ließ Erzbischof Leonhard von Keutschach die 1240 von den Herren von Staufeneck erbaute Burganlage erweitern und fortifizieren. Dem Erzstift Salzburg diente es von 1365 bis 1805 u. a. für den Rupertiwinkel als Pfleggericht.

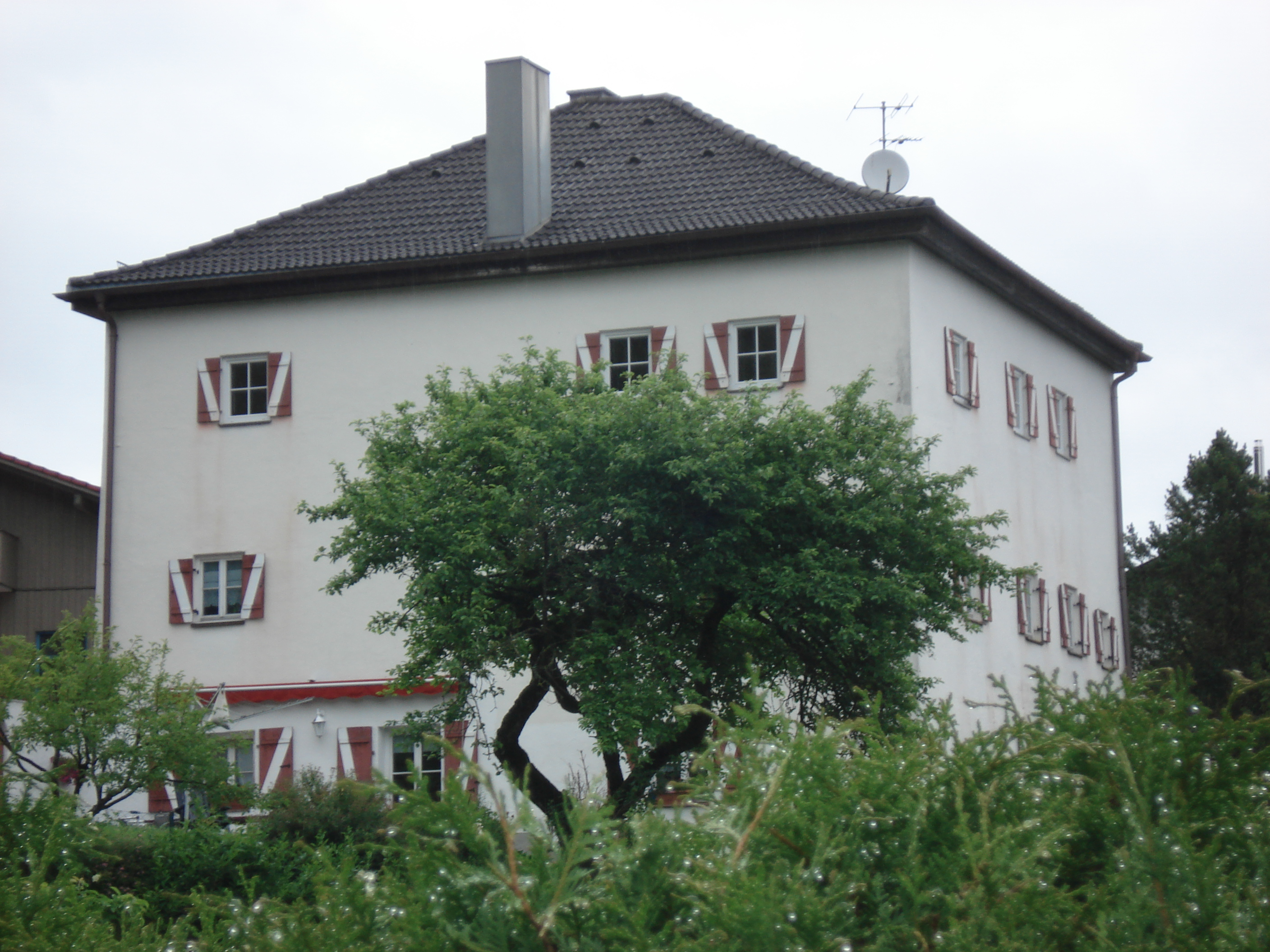
ehem. Mauthaus in Mauthausen
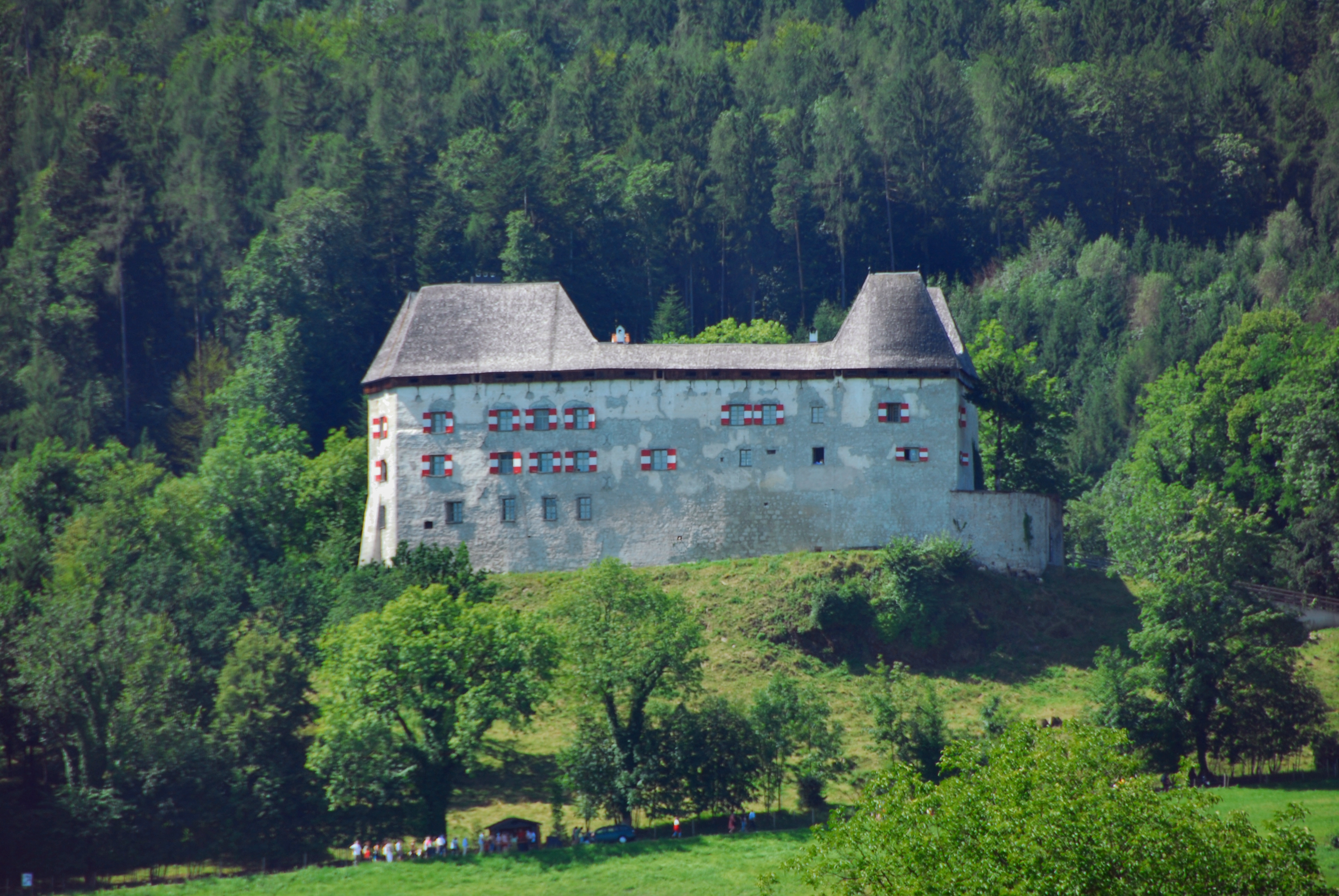
Schloss Staufeneck

#### Sakralgebäude
- Kirche Mariä Geburt, um 1500 erbaute römisch-katholische Pfarrkirche der Pfarrei Maria Geburt
- Kirche St. Laurentius, im romanischen Stil um 1200 vermutlich auf dem Platz eines Vorgängerbaus errichtet, mit sehr gut erhaltenen gotischen Fresken u. a. der „Heiligen Nothelfer“, in der Regel 14 an der Zahl, hier aber aus Symmetriegründen nach Austausch einer anderen um zwei auf 15 ergänzt.
- Kirche St. Johann auf dem Johannishögl (Aussichtspunkt) mit gotischen Fresken und Altar

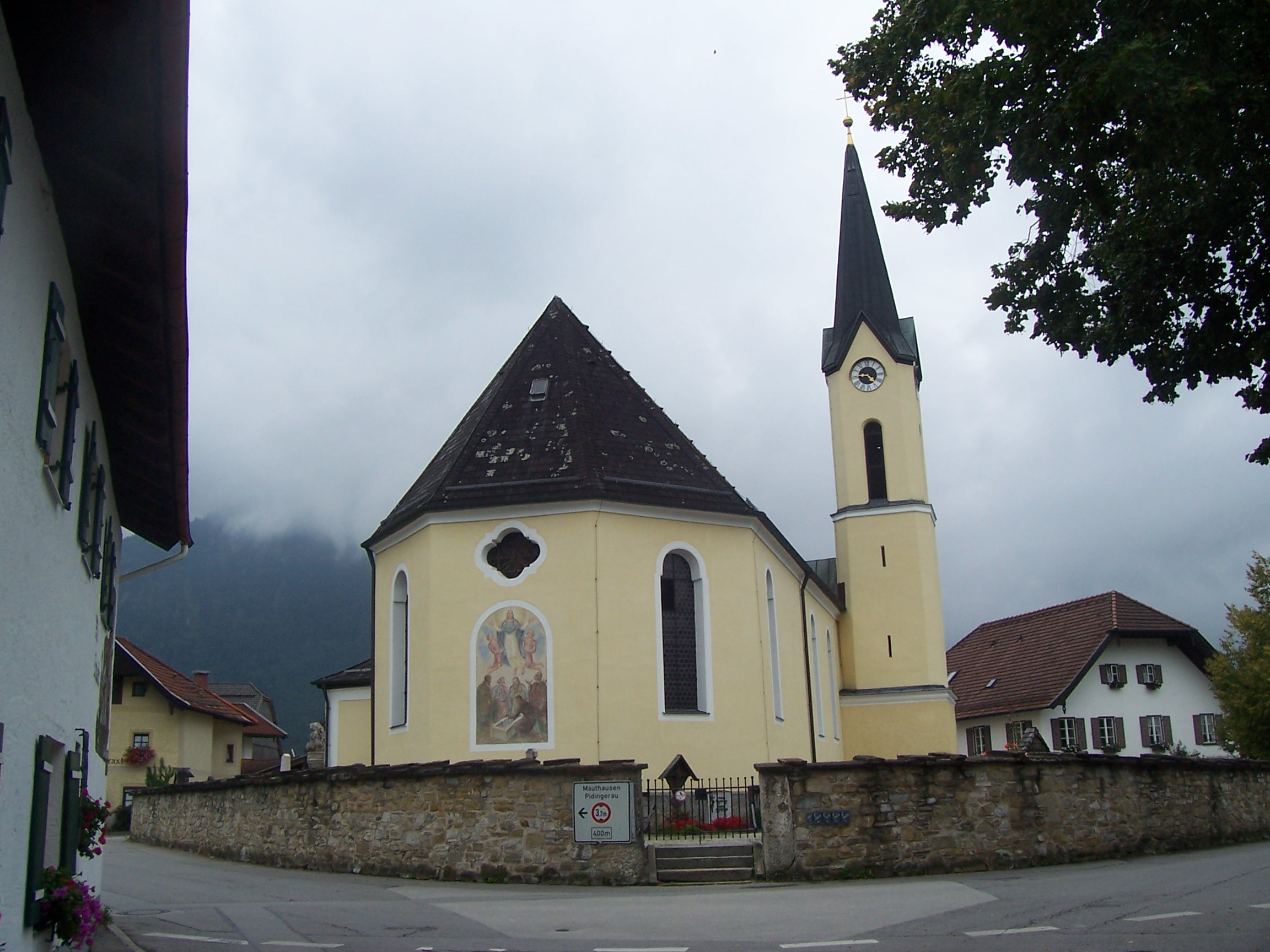
Pfarrkirche Mariä Geburt
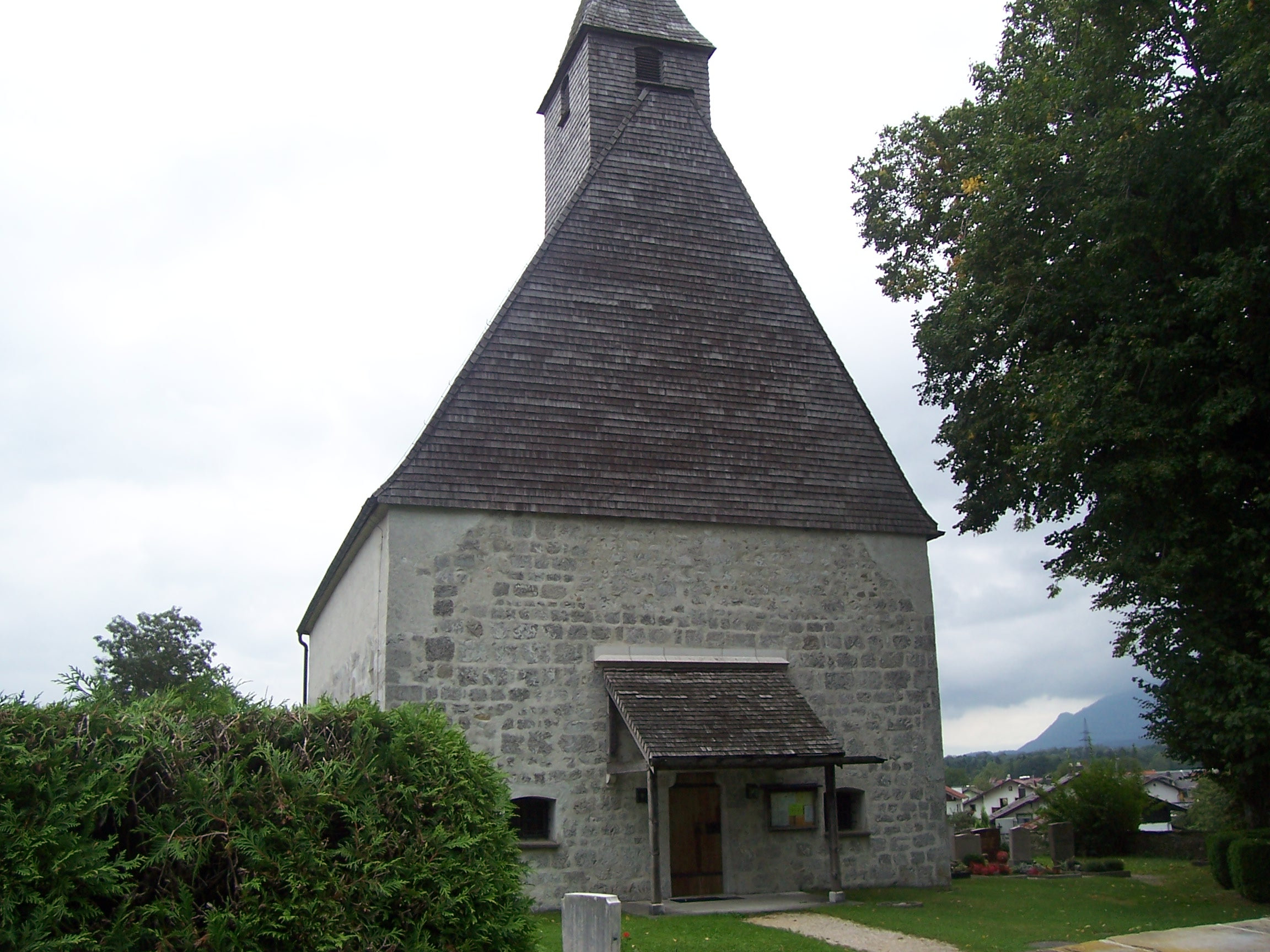
Kirche St. Laurentius
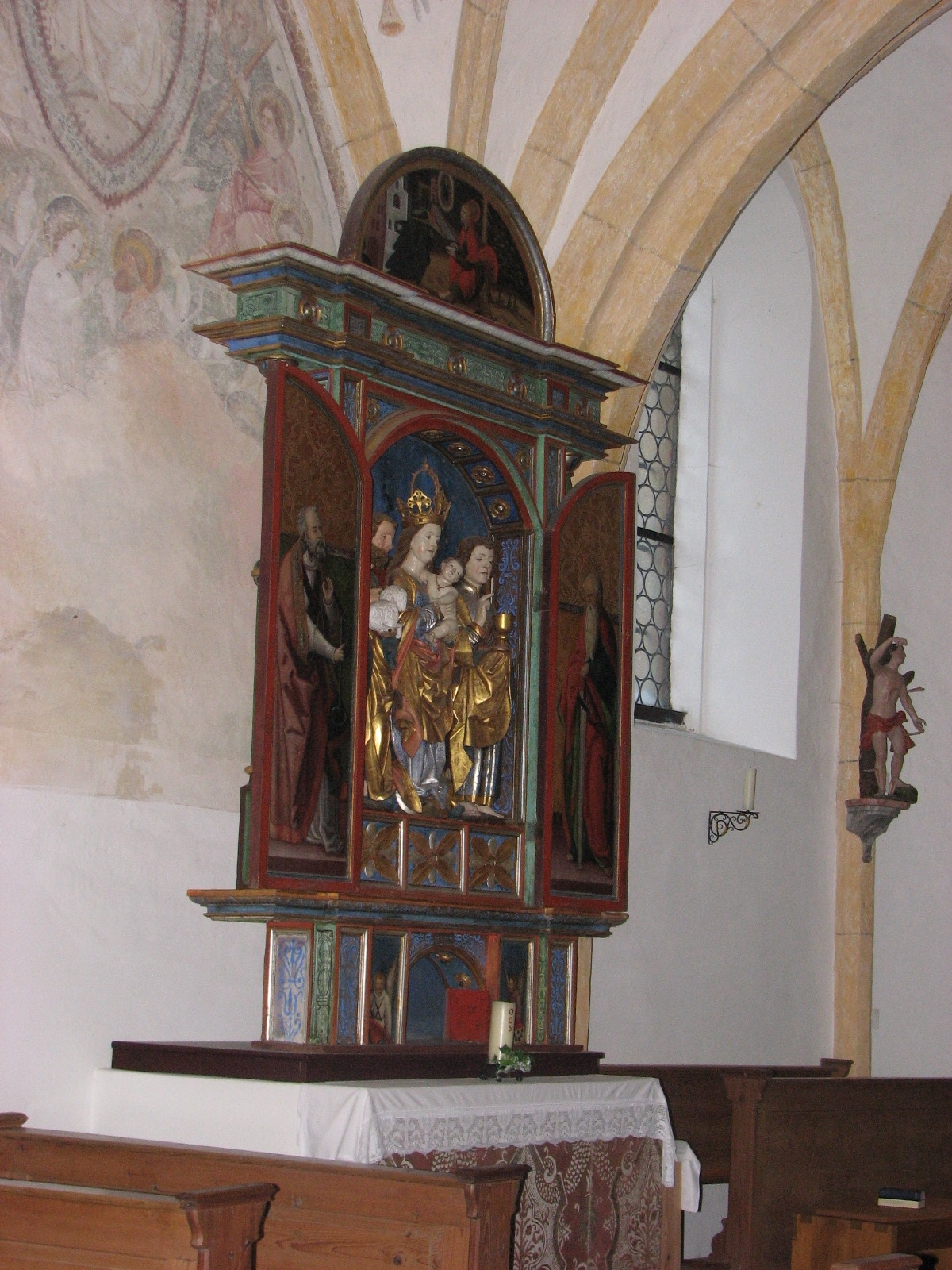
Seitenaltar von Gordian Guckh in St. Johann

### Sport
- Tennishalle, Tennisplätze
- 50 km Wanderwege, 12 km gespurte Loipen
- Pidinger Klettersteig auf den Hochstaufen
- Mehrzweckhalle mit Beachvolleyballplatz
- Skaterplatz an der Freizeitanlage Lattenbergstraße
- Fußballplatz

Vereine
- ASV Piding (Fußball, Herren: Kreisklasse)[26]
- TC Piding (Tennis, Regionalliga)

### Natur und Kultur
- Bergblumengarten am Fuß des Hochstaufen
- Natur- und kulturhistorischer Wanderpfad
- Kneippanlage am Schlossweiher
- Freizeitanlage Lattenbergstraße
- Pidinger Klettersteig

## Wirtschaft und Infrastruktur

### Ansässige Unternehmen
- Milchwerke Berchtesgadener Land Chiemgau

### Verkehr
Durch Piding verläuft die Bundesautobahn 8 (München–Salzburg). Die letzte Autobahnausfahrt vor der Österreichischen Grenze, Bad Reichenhall, liegt in der Gemeinde Piding und bindet die Bundesstraße 20 an die Autobahn an. Die Bundesstraße führt von Bad Reichenhall kommend am Ortszentrum vorbei weiter nach Freilassing. Die Staatsstraße 2103 verläuft, von der B 20 abzweigend, von Piding in die Nachbargemeinde Anger und schließt in Teisendorf an die B 304 an.
Piding hat einen eigenen Bahnhof an der Bahnstrecke Freilassing–Bad Reichenhall und wird vor allem von den Linien S3 und S4 der S-Bahn Salzburg bedient, die von der Berchtesgadener Land Bahn betrieben werden. Damit bestehen von Piding aus direkte Zugverbindungen über Bad Reichenhall bis nach Berchtesgaden und über Freilassing (mit Anschlüssen u. a. nach München und Mühldorf), Salzburg bis nach Schwarzach im Pongau. Mit dem Intercity/Regional-Express-Zugpaar Königssee verfügt Piding zudem über eine Direktverbindung von und nach Hamburg.
Piding ist mit mehreren Linien verschiedener Betreiber nach Bad Reichenhall, Freilassing, Anger, Reit im Winkl und Salzburg per Linienbus angebunden.
Piding liegt am Bodensee-Königssee-Radweg, welcher in Lindau beginnt und zum Königssee bei Berchtesgaden führt.

### Bildung
- Grundschule Piding mit 168 Schülern
- Mittelschule Piding-Anger mit 101 Schülern
- Rupertusschule Piding, Privates Förderzentrum, Förderschwerpunkt geist. Entwicklung, der Kath. Jugendfürsorge der Erzdiözese München und Freising mit 64 Schülern
- Pidinger Werkstätten der Lebenshilfe

## Söhne und Töchter der Gemeinde
- Friedrich Haindl (* 1872, † nach 1930), Architekt
- Josef Paar (1913–1997), Ringer
- Katharina Trost (* 1995), Leichtathletin